# Coccinella magnifica
Stackmyrepiga (Coccinella magnifica) är en skalbaggsart som beskrevs av Ludwig Redtenbacher 1843. Coccinella magnifica ingår i släktet Coccinella, och familjen nyckelpigor. Arten är reproducerande i Sverige.

## Bildgalleri

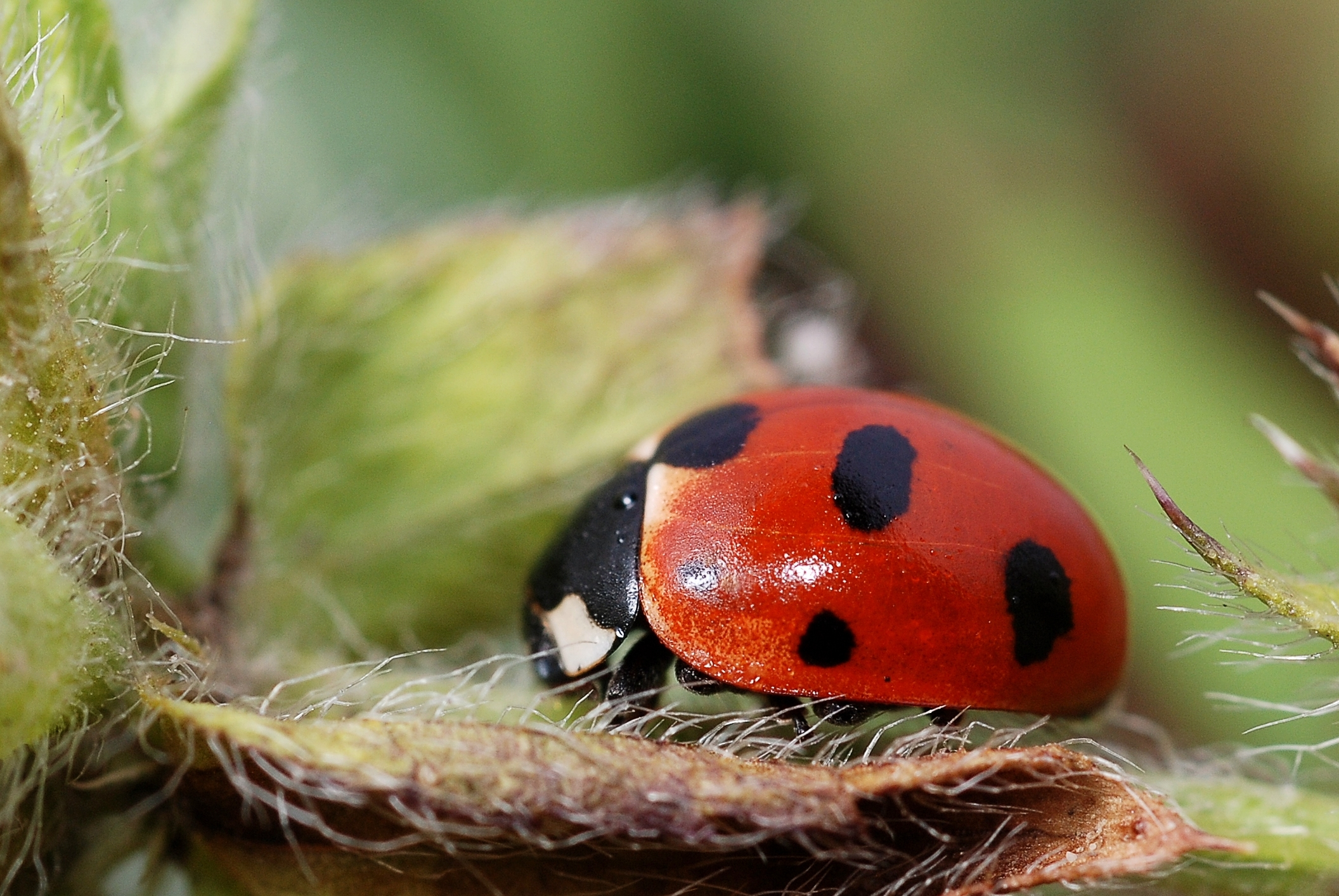
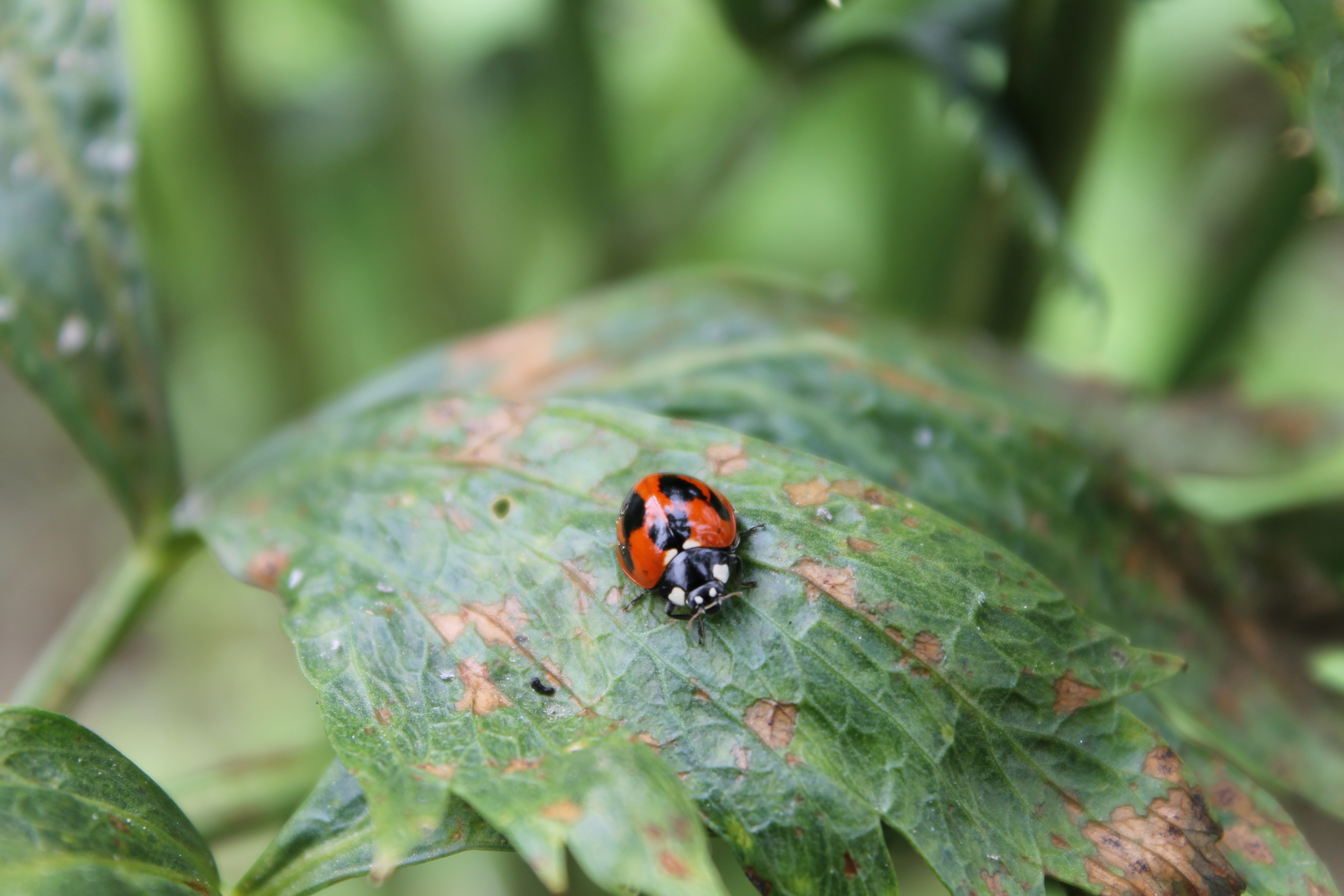
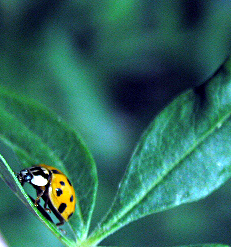
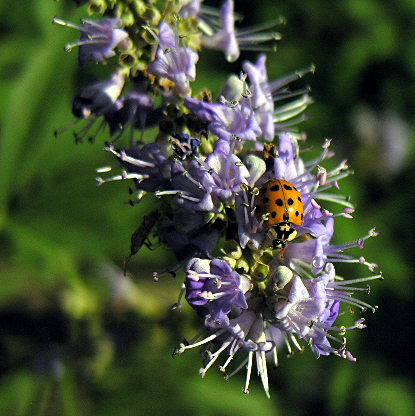